# J.B. Harold Murder Club
J.B. Harold Murder Club (J.B. ハロルド 殺人クラブ J.B. Harorudo Satsujin Kurabu?, lit. "El Club de Asesinato de J.B. Harold") es un videojuego de aventura desarrollada y publicada por Hudson Soft para PC Engine en 23 de noviembre de 1990. No fue publicado fuera de Japón.
- Datos: Q6103926